# Paulo César Pereio
Paulo César de Campos Velho, mais conhecido como Paulo César Pereio (Alegrete, 19 de outubro de 1940 – Rio de Janeiro, 12 de maio de 2024), foi um ator brasileiro.
Seu primeiro trabalho no cinema foi em 1964, no filme Os Fuzis, dirigido por Ruy Guerra. O reconhecimento veio em 1975, no filme As Aventuras Amorosas de um Padeiro, pelo qual recebeu o Kikito de 'Melhor Ator Coadjuvante' no Festival de Gramado. Três anos mais tarde, conseguiu destaque em triplo, após ser eleito 'Melhor Ator' pelo Festival de Brasília, nas obras Chuvas de Verão, Tudo Bem e A Lira do Delírio.
Seguiu-se uma carreira extensa, que atravessou diversos momentos e movimentos da história do cinema brasileiro. Atuou em filmes de diretores como Hector Babenco, Glauber Rocha, Gustavo Dahl, Joaquim Pedro de Andrade, Neville D'Almeida, Paulo Cesar Saraceni e muitos outros. Tornou-se um popular locutor de comerciais para rádio e televisão, graças à sua voz marcante e característica, e a partir dos anos 2000 passou a apresentar programas para o Canal Brasil, como Sem Frescura e Pereio Na Web.
Afastado da vida pública após alguns trabalhos para telenovelas, faleceu em 2024, ele vivia no Retiro dos Artistas.

## Biografia
Nascido em Alegrete, Pereio foi para Porto Alegre aos 12 anos. Seu pai era militar e a mãe trabalhava na Assembleia Legislativa. Ao lado de artistas, como Paulo José e Lilian Lemmertz, fez parte do Teatro de Equipe, um grupo de atores que marcou o teatro gaúcho nos anos 1950.
O nome "Pereio" vem de um apelido de infância. "Desde que comecei a dar os primeiros passos, e até hoje, tenho esse andar um pouco jogado pra frente, parecia um preto velho e me apelidaram de "Nego Véio" por causa disso, e aí minha irmã Rosa, que não falava direito, me chamava de Vevéio e meu pai brincava comigo, Vevéio, Pereio, Peio, acabou virando Pereio".
Pereio foi casado três vezes. Primeiro com a atriz Neila Tavares, mãe da sua filha Lara; depois, com Cissa Guimarães, com quem teve dois filhos - Tomás e João, que também é ator. Finalmente, de seu casamento com Suzana César de Andrade, que não é do meio artístico, nasceu Gabriel.
Pereio, além do cinema, atuou no teatro. De início destacou-se por seus trabalhos em "Esperando Godot", escrita pelo dramaturgo irlandês Samuel Beckett, e Pluft, o fantasminha, de Maria Clara Machado, autora brasileira de famosas peças infantis. Tais atuações chamou atenção de cineastas.
Já atuou em mais de sessenta filmes, no cinema, foi dirigido por Glauber Rocha, Arnaldo Jabor, Hugo Carvana, Ruy Guerra e Hector Babenco. Enlouquecia os diretores graças aos seus sumiços e atrasos. Irônico e irreverente, ficou conhecido por marcar o final de cada frase sua com a expressão "porra".
É considerado um dos melhores narradores do país e uma das vozes preferidas dos publicitários brasileiros. Ironicamente, em seu filme de estreia, o diretor Ruy Guerra chamou Cecil Thiré para dublá-lo. Pode-se também dizer que Paulo Cesar Pereio foi figura importante na Campanha da Legalidade comandada pelo então governador do Rio Grande do Sul, Leonel Brizola, pois juntamente com Lara de Lemos compôs o Hino da Legalidade, além de ter sido um dos locutores da Rádio da Legalidade, cadeia de rádios liderada pela Rádio Guaíba e que garantiu a posse de João Goulart em 1961. Além disso, Pereio também participou da campanha presidencial de Brizola em 1989, como um dos locutores do horário eleitoral do então candidato.
Desde 2004 apresentava o programa de entrevistas Sem Frescura, no Canal Brasil, dirigido por sua filha, Lara Velho.
Em 2011 concorreu nas eleições para o cargo de vereador, pelo PSB, no entanto, com 1483 votos não conseguiu chegar a Câmara de Vereadores de São Paulo.

### Carreira no cinema
Estreou nas telonas em 1964 no filme Os Fuzis como Pedro, obra dirigida por Ruy Guerra. Três anos depois, foi um estudante em Terra em Transe. Em 1968, esteve nos longas Os Marginais, O Homem Que Comprou o Mundo e atuou como Paulo César A Vida Provisória. No ano seguinte, foi protagonista do filme Pedro Diabo Ama Rosa Meia-Noite, além de viver Miguel Horta em O Bravo Guerreiro. Iniciou a década de 1970 na pele de Zambio em Sagrada Família e Jorge em Gamal, o Delírio do Sexo. Em 1971, viveu um homem em Bang Bang e um amigo em O Capitão Bandeira contra o Dr. Moura Brasil.
Em 1972, interpretou Alvarenga Peixoto em Os Inconfidentes. No ano seguinte, participou dos longas Toda Nudez Será Castigada, viveu um ex-malandro em Vai Trabalhar, Vagabundo!, narrou Paraty: Impressões e foi um estradeiro em Sagarana, o Duelo. Em 1974, viveu o doutor João Oliveira em A Estrela Sobe, cabeleireiro em As Mulheres que Fazem Diferente, um médico em Relatório de um Homem Casado e Pereio em A Cartomante.
Em 1975, após inúmeros trabalhos no cinema, veio seu primeiro destaque: o padeiro Marques em As Aventuras Amorosas de um Padeiro rendeu o Kikito de 'Melhor Ator Coadjuvante' pelo Festival de Gramado. Três anos mais tarde, voltaria a conquistar três novos prêmios, todos pela categoria de 'Melhor Ator Coadjuvante' pelo Festival de Brasília: Juraci em Chuvas de Verão, com direção de Cacá Diegues; fez participação especial como Bill Thompson em Tudo Bem, dirigido por Arnaldo Jabor; e Paulo César em A Lira do Delírio.
Na década de 1980, iniciou como Waldo em Fruto do Amor e Paulo em Eu Te Amo, este último, foi o terceiro trabalho de Pereiro no cinema com direção de Arnaldo Jabor – o mesmo já havia atuado em obras dele em Toda Nudez Será Castigada e Tudo Bem. Em 1982 foi o período em que participou de mais longas, sendo cinco: Rio Babilônia, Retrato Falado de uma Mulher sem Pudor como Abdelaziz Kamel, Ao Sul do Meu Corpo, participação especial em Tensão no Rio como oficial do coronel de vendas; além de uma vítima do professor em O Segredo da Múmia. Seu próximo trabalho em destaque, no entanto, só veio em 1985, na pele de Corcunda no cartaz Noite, ganhando o Kikito na categoria de 'Melhor Ator' pelo Festival de Gramado. Posteriormente, ainda participaria de filmes nesta década como Um Filme 100% Brasileiro e Dias Melhores Virão, este último na pele de Pereira.
A década de 1990 para o ator ficou marcado por trabalhos como narrador em Batalha Naval, no curta-metragem Amor!, além de papéis com astronauta em Vagas para Moças de Fino Trato e Chico Herrera em O Viajante. Na década de 2000, teve destaque em 2003 pela sua atuação em Harmada lhe premiou com 'Melhor Ator' no Festival de Brasília. Além disso, também fez algumas aparições no cinema em Onde Anda Você, do cineasta Sérgio Rezende; e em Árido Movie, pai do protagonista na trama. Concluiu o decênio atuando como Afonso em Gatão de Meia Idade; o médico em Noel - Poeta da Vila e Oswaldão em Nossa Vida não Cabe num Opala. No início da década de 2010, viveu doutor Honório no filme Boca e foi um radialista em A Coleção Invisível. Em 2013 esteve na pele do cineasta Jairo Mendes, no Jogo das Decapitações.

### Polêmica
Paulo César Pereio criou uma inusitada campanha para a implosão do Cristo Redentor. Em entrevista à revista Veja, disse que "aquela estátua é uma interferência indevida na paisagem. O morro onde ela está é lindo. O Cristo só atrapalha o visual do lugar". Ele ainda argumentou que melhor seria se tivesse sido escolhida a estátua do Borba Gato, em Santo Amaro, classificando como um "absurdo" a eleição do Cristo como uma das sete maravilhas do mundo. Classificando-se como ateu e ex-comunista, Paulo afirmou que contratou uma agência de publicidade e que estava recolhendo assinaturas para a campanha de demolição.

### Morte
Pereio mudou-se para o Retiro dos Artistas, no Rio de Janeiro, no início de 2020, pouco antes da pandemia de COVID-19. Recluso, viveu por lá até seu falecimento, na tarde de 12 de maio de 2024, aos 83 anos. Ele havia sido levado na madrugada ao Hospital Casa São Bernardo no Rio, em estado grave, com uma doença hepática em estágio avançado. Seu corpo foi velado 2 dias depois, no saguão do cinema Estação NET Rio.

## Carreira

### Cinema
| Ano  | Título                                          | Personagem                    | Notas          |
| ---- | ----------------------------------------------- | ----------------------------- | -------------- |
| 1964 | Os Fuzis                                        | Pedro                         |                |
| 1967 | Terra em Transe                                 | Estudante                     |                |
| 1968 | Os Marginais                                    | Alemão                        |                |
| 1968 | O Homem que Comprou o Mundo                     | Locutor da Potência Posterior |                |
| 1968 | A Vida Provisória                               | Paulo César                   |                |
| 1969 | Pedro Diabo Ama Rosa Meia-Noite                 | Pedro Diabo                   |                |
| 1969 | O Bravo Guerreiro                               | Miguel Horta                  |                |
| 1970 | Sagrada Família                                 | Zambio                        |                |
| 1970 | Gamal, o Delírio do Sexo                        | Jorge                         |                |
| 1971 | Bang Bang                                       | Monkey                        |                |
| 1971 | O Capitão Bandeira contra o Doutor Moura Brasil | Amigo                         |                |
| 1972 | Os Inconfidentes                                | Bueno da Silveira             |                |
| 1973 | Toda Nudez Será Castigada                       | Patrício                      |                |
| 1973 | Vai Trabalhar, Vagabundo!                       | Russo                         |                |
| 1973 | Paraty: Impressões                              | Narrador                      |                |
| 1973 | Sagarana, o Duelo                               | Estradeiro                    |                |
| 1974 | A Estrela Sobe                                  | Dr. João Oliveira             |                |
| 1974 | As Mulheres que Fazem Diferente                 | Cabeleireiro                  |                |
| 1974 | Relatório de um Homem Casado                    | Médico                        |                |
| 1974 | A Cartomante                                    | Pereio                        |                |
| 1975 | Nem os Bruxos Escapam                           | Mário                         |                |
| 1975 | A Extorsão                                      | Murilo Santana                |                |
| 1975 | As Loucuras de um Sedutor                       | Lourenço                      |                |
| 1975 | As Aventuras Amorosas de um Padeiro             | Marques                       |                |
| 1976 | Iracema - Uma Transa Amazônica                  | Sebastião "Tião"              |                |
| 1976 | Gordos e Magros                                 | —                             |                |
| 1976 | Bandalheira Infernal                            | Naufrágo                      |                |
| 1976 | A Queda                                         | Pedro                         |                |
| 1977 | Vida Vida                                       | —                             |                |
| 1977 | Anchieta, José do Brasil                        | Jean des Bolés                |                |
| 1977 | Os Amores da Pantera                            | Jean Paul Renoir              |                |
| 1977 | Lúcio Flávio, o Passageiro da Agonia            | Dr. Moretti                   |                |
| 1978 | Chuvas de Verão                                 | Juraci                        |                |
| 1978 | Se Segura, Malandro!                            | Presidente da Sociedade       |                |
| 1978 | A Dama do Lotação                               | Assunção                      |                |
| 1978 | Assim Era a Pornochanchada                      | Ele Mesmo                     |                |
| 1978 | Tudo Bem                                        | Bill Thompson                 |                |
| 1978 | O Bom Marido                                    | Afraninho                     |                |
| 1978 | A Lira do Delírio                               | Paulo César                   |                |
| 1978 | Daniel, Capanga de Deus                         | Azarim                        |                |
| 1979 | Os Mucker                                       | —                             |                |
| 1981 | Fruto do Amor                                   | Waldo                         |                |
| 1981 | Eu Te Amo                                       | Paulo                         |                |
| 1982 | Retrato falado de uma mulher sem pudor          | Abdel Azis Camel              |                |
| 1982 | Ao Sul do Meu Corpo                             | Alberto                       |                |
| 1982 | Tensão no Rio                                   | Oficial do Coronel de vendas  |                |
| 1982 | O Segredo da Múmia                              | Vítima do professor           |                |
| 1983 | Bar Esperança                                   | Cabelinho                     |                |
| 1983 | Corações a Mil                                  | Dr. Honório                   |                |
| 1983 | Rio Babilônia                                   | —                             |                |
| 1984 | Una notte di pioggia                            | Giorgio Ferrari               |                |
| 1985 | Noite                                           | Corcunda                      |                |
| 1986 | Um Filme 100% Brasileiro                        | Blaise Cendrars               |                |
| 1987 | Running Out of Luck                             | —                             |                |
| 1988 | Natal da Portela                                | —                             |                |
| 1988 | Banana Split                                    | Bem-te-vi                     |                |
| 1989 | Dias Melhores Virão                             | Pereira                       |                |
| 1990 | Real Desejo                                     | Paulo Cavalcante              |                |
| 1990 | Barrela: Escola de Crimes                       | Bereco                        |                |
| 1991 | Vai Trabalhar, Vagabundo II                     | Russo                         |                |
| 1991 | Inspetor Faustão e o Mallandro                  | Deus (voz)                    |                |
| 1992 | Batalha Naval                                   | Narrador                      |                |
| 1993 | Vagas para Moças de Fino Trato                  | Astronauta                    |                |
| 1993 | Conceição                                       | Veterinário                   | Curta-metragem |
| 1994 | Amor!                                           | Narrador                      | Curta-metragem |
| 1997 | Navalha na Carne                                | —                             |                |
| 1998 | Quintana dos 8 aos 80                           | Narrador                      | Curta-metragem |
| 1999 | O Viajante                                      | Chico Herrera                 |                |
| 2000 | Os Idiotas Mesmo                                | Narrador                      | Curta-metragem |
| 2001 | Onde Andará Petrucio Felker?                    | Narrador                      | Curta-metragem |
| 2001 | O Comendador                                    | —                             | Curta-metragem |
| 2002 | Plano Sequência                                 | —                             | Curta-metragem |
| 2002 | Praça Clóvis                                    | Pádua                         | Curta-metragem |
| 2003 | Harmada                                         | Artista                       |                |
| 2003 | O Homem do Ano                                  | Seu Umberto                   |                |
| 2003 | Superstição                                     | —                             | Curta-metragem |
| 2003 | Rostilidades - Os sentidos do rosto             | —                             | Curta-metragem |
| 2004 | Onde Anda Você?                                 | Mr. Hyde                      |                |
| 2005 | Árido Movie                                     | Lázaro                        |                |
| 2005 | Nanoilusão                                      | —                             | Curta-metragem |
| 2006 | Pereio, Eu te Odeio                             | Ele mesmo                     | Documentário   |
| 2006 | Gatão de Meia Idade                             | Afonso                        |                |
| 2006 | Noel - Poeta da Vila                            | Médico de Noel                |                |
| 2008 | Nossa Vida Não Cabe Num Opala                   | Oswaldão                      |                |
| 2008 | Dossiê Rê Bordosa                               | Bibelo                        | Curta-metragem |
| 2008 | Ao Vivo                                         | Sr. F.                        | Curta-metragem |
| 2009 | Meninos de Kichute                              | Volpone                       |                |
| 2010 | Noites Quentes                                  | João                          | Curta-metragem |
| 2012 | Poetas Não Escrevem Romances                    | Poeta                         | Curta-metragem |
| 2012 | Boca                                            | Dr. Honório                   |                |
| 2012 | A Coleção Invisível                             | Radialista                    |                |
| 2013 | Jogo das Decapitações                           | Jairo - velho                 |                |
| 2016 | Nova Amsterdam                                  | Francisco Coelho              |                |
| 2019 | Tá Rindo de Quê? Humor e Ditadura               | Ele mesmo                     | Documentário   |
| 2022 | São Ateu                                        | Deus                          |                |
| 2023 | A Fúria                                         | Pedro                         |                |

### Televisão
| Ano       | Título                             | Personagem              | Notas                                     |
| --------- | ---------------------------------- | ----------------------- | ----------------------------------------- |
| 1970      | Simplesmente Maria                 | —                       | Participação Especial                     |
| 1970      | A Gordinha                         | Tomás                   |                                           |
| 1971      | A Fábrica                          | Fernando                |                                           |
| 1972      | Tempo de Viver                     | Mágico                  |                                           |
| 1975      | Gabriela                           | Príncipe Sandra         |                                           |
| 1984      | Partido Alto                       | Da Mata                 |                                           |
| 1985      | Roque Santeiro                     | Delegado José Benevides |                                           |
| 1986      | Anos Dourados                      | Narrador                |                                           |
| 1987      | Mandala                            | Capitão                 |                                           |
| 1989      | O Salvador da Pátria               | Sebastião Machado       |                                           |
| 1990      | Delegacia de Mulheres              | Durval                  | Episódio: "Formicida & Guaraná"           |
| 1994      | A Viagem                           | Coringa                 |                                           |
| 2001      | Presença de Anita                  | Armando                 |                                           |
| 2005      | A Lua Me Disse                     | Carga Pesada            |                                           |
| 2005      | Mandrake                           | Rodolfo Cavalcanti Meye | Episódio: "Eva"                           |
| 2006      | Um Menino Muito Maluquinho         | Vô Mika                 | Episódio: "Mas... Para Onde Foi o Peixe?" |
| 2006      | A Grande Família                   | Afrânio                 | Episódio: "A Mãe da Minha Melhor Amiga"   |
| 2007      | Duas Caras                         | Lobato                  |                                           |
| 2007      | Carga Pesada                       | Coronel Severino        | Episódio: "A Mula-Sem-Cabeça"             |
| 2007      | Amazônia, de Galvez a Chico Mendes | Poeta                   |                                           |
| 2011      | Amor em Quatro Atos                | Narrador                | Episódio: "Ela Faz Cinema"                |
| 2014      | As Canalhas                        | Jorge                   | Episódio: "Soraya"                        |
| 2015-2018 | Magnífica 70                       | General Souto           |                                           |
| 2017      | A História Bêbada                  | —                       |                                           |
| 2018      | Jesus                              | Simeão                  |                                           |
| 2021      | 5x Comédia                         | Cliente                 | Episódio: "Sexo Online"                   |

## Teatro[73]
- 1958 - Esperando Godot
- 1958 - Rondó 58
- 1961 - O Despacho
- 1961 - Pluft, o Fantasminha
- 1962 - O Testamento do Cangaceiro
- 1962 - Canto Guerreiro
- 1966 - Os Inimigos
- 1968 - Roda Viva
- 1968 - Marta Saré
- 1969 - O Balcão
- 1970 - Os Rapazes da Banda
- 1972 - Por Mares Nunca De Antes Navegados - Elegia a Camões
- 1972 - As Três Irmãs
- 1974 - O Anti-Nelson Rodrigues
- 1977 - Dor de Amor
- 1981 - As Tias
- 1984 - O Analista de Bagé
- 1984 - Amor em Campo Minado
- 1985 - Roda Viva
- 1988 - A Secreta Obscenidade de Cada Dia
- 1990 - Agrados e Agressões
- 1996 - As Bacantes
- 2005 - Galileo Galilei[74]
- 2006 - Cinzas
- 2009 - Escuta, Zé Mané!
- 2016 - Criança Enterrada

## Prêmios
Festival de Brasília
- Recebeu o troféu Candango de melhor ator e Prêmio Saruê pela sua atuação em Harmada, em 2003.
- Ganhou na categoria de Melhor Ator Coadjuvante, por sua atuação em Chuvas de verão, em 1978.

Festival de Gramado
- Ganhou o troféu Kikito na categoria de Melhor Ator, por sua atuação no filme Noite, em 1985.
- Ganhou o troféu Kikito na categoria de Melhor Ator Coadjuvante, por sua atuação em As aventuras amorosas de um padeiro, em 1975.